# Kadoskinói járás
A Kadoskinói járás (oroszul Кадошкинский район, erza nyelven Кадоньбуе, moksa nyelven Кадажень аймак) Oroszország egyik járása Mordvinföldön. Székhelye Kadoskino.

## Népesség
- 2002-ben 9 484 lakosa volt, melynek 52,8%-a orosz, 27,7%-a mordvin, 18,6%-a tatár.
- 2010-ben 7 970 lakosa volt, melyből 3 465 orosz, 2 994 mordvin, 1 430 tatár.